# Vasné Tóth Kornélia
Vasné Tóth Kornélia (Székesfehérvár, 1971. május 29. –) nyelvész, művelődéstörténész, könyvtáros, szakkönyvíró, tudományos kutató.

## Életútja
Szülei dr. Tóth Jenő és Pohl Erzsébet. 1994-ben diplomázott az ELTE Bölcsészettudományi Karán magyar–történelem szakon. 2010–2013 között az ELTE BTK Történelemtudományi Doktori Iskola doktorandusza, 2014-ben doktorált művelődéstörténet szakirányon.
1994 és 2004 között középiskolai tanárként tevékenykedett Budapesten. 2004-től az érdi Csuka Zoltán Városi Könyvtárban dolgozott. 2008 ősze óta az Országos Széchényi Könyvtár Térkép-, Plakát- és Kisnyomtatványtára könyvtárosa, tudományos munkatársa. Fő kutatási területe a 20–21. századi ex librisek világa. Sokéves munkájának eredménye az OSZK 2023-ban induló ex libris tartalomszolgáltató oldala, a Könyvjegytár: https://konyvjegytar.oszk.hu/. 
Főbb szervezeti tagságai: Anyanyelvápolók Szövetsége (1993–), Magyar Nyelvi Szolgáltató Iroda (2008–), Magyar Történelmi Társulat (2009–), Kisgrafika Barátok Köre (2009–). Utóbbinak 2011-től intézőbizottsági, 2014-től elnökségi tagja. 2016-tól felvételt nyert a Magyar Tudományos Akadémia köztestületi tagságába (II., Filozófiai és Történelemtudományok Osztálya). 2018-tól az MTA Művelődéstörténeti Bizottság Könyvtörténeti Munkabizottságának tagja. Ugyancsak 2018-tól belépett a Magyar Szemiotikai Társaságba, emellett az Österreichische Exlibris-Gesellschaft (Osztrák Ex libris Egyesület) és a Deutsche Exlibris-Gesellschaft (Német Ex libris Egyesület) tagjai közé. 2023 óta a Magyar Könyvtárosok Egyesülete Társadalomtudományi Szekciójának tagja.

## Munkássága
Az Országos Széchényi Könyvtár munkatársaként és a Kisgrafika Barátok Köre tagjaként számos ex libris kiállítás rendezése és megnyitása fűződik a nevéhez a nemzeti könyvtárban, pl. Ex librisek a Nemzeti Könyvtárban: Diskay Lenke hagyatéka (2009), A kisgrafika nagymestere, Csiby Mihály (2012).
A Szabó Ervin Könyvtár több ex libris kiállítását nyitotta meg az utóbbi években, évtizedben: Művelődéstörténeti anziksz a kisgrafikákon, Irodalmi kalandozások az ex librisek világában, Grafikai mozaikok, Ex libris KBK. 2014-ben A magyar ex libris 100 éve, gyűjtemények kiállítása című tárlat megnyitása a H13 Diák- és Vállalkozásfejlesztési Központban és a Mezőgazdasági Könyvtár Vármező Galériájában is a nevéhez fűződik.
Az utóbbi tizenöt év grafikai tárlatai közül az eddig említetteken túl Kőhegyi Gyula, Józsa János, Brittich Erzsébet, Éles Bulcsú, Ürmös Péter, Kékesi László, Palásti Erzsébet, Lénárt Attila kisgrafikai kiállítását nyitotta meg Budapesten, illetve vidéki helyszíneken. 2022-ben és 2024-ben ő tartotta a kiállításmegnyitót a IV. Hatvani Kisgrafikai Biennálén, mely a kisgrafika országos seregszemléje kétévente.
Számos történelmi–nyelvészeti–irodalmi, ill. ex libris vonatkozású írása jelent meg. Ex libris témában 2024-ig 450 feletti  cikke, tanulmánya látott napvilágot különböző tanulmánykötetekben, szaklapokban. Önálló köteteinek száma 20 felett van.
A Kisgrafika (a Kisgrafika Barátok Köre folyóirata) szerkesztőbizottsági tagja 2011-től, 2019-től egyedüli szerkesztője 2023 elejéig.
Sokak érdeklődését felkeltő, ex libris gyűjtőkről szóló, havonta jelentkező sorozata az Országos Széchényi Könyvtár blogján a 2020 szeptemberétől induló Ex libris gyűjtők, gyűjtemények https://nemzetikonyvtar.blog.hu/tags/ex_libris_gy%C5%B1jt%C5%91k_gy%C5%B1jtem%C3%A9nyek. Erről legátfogóbban a Civil Rádió 2023. júniusi adásában nyilatkozott: https://open.spotify.com/episode/5yyYE5L91ABhPaGVed89HJ?si=rhcma-chTyuttz3czEjt6A&nd=1.
Az Országos Széchényi Könyvtár tudományos munkatársaként, ex libris kutatójaként nevéhez fűződik az intézmény 2023-ban Könyvjegytár https://konyvjegytar.oszk.hu/ néven elindított tartalomszolgáltató oldalának megtervezése, az ott szereplő tanulmány megírása és a több ezer modern ex libris katalogizálása. E vonatkozásban több helyen nyilatkozott a médiában. 
2024-ben az ex libris terén végzett sokrétű munkájáért és kiemelkedő szakírói tevékenységéért rangos nemzetközi kitüntetésben, Walter von Zur Westen-éremben részesült, melyet a Deutsche Exlibris-Gesellschaft elnöke adott át a számára Schloß Burgkban (https://exlibris-deg.de/ehrung/, https://exlibris-deg.de/2024/05/06/verleihung-der-walter-von-zur-westen-medaille-an-kornelia-vasne-toth/).
Az ex libris műfaj terén jelentős mecénási tevékenységet is kifejt, több mint 140 ex librist készíttetett a nevére magyar és külföldi grafikusokkal. Ezek témájukat tekintve részben a megrendelő foglalkozására utalnak könyves ábrázolással, illetve főként a magyar irodalom és történelem jeles személyeinek, eseményeinek állítanak emléket. Irodalmunk nagyjairól egész portrésorozatot és műveikhez kapcsolódó illusztratív ex libriseket is rendelt. 2024-től több városban (Ajka, Budapest, Törökbálint stb.) rendezett ex libris kiállítást a saját ex libris gyűjteményéből, e tárlatokon kiemelt szerepet kaptak a saját nevére szóló  ex librisek.

## Főbb művei

### Könyvek, önálló kiadványok
- A sárbogárdi diáknyelv szótára (Magyar Csoportnyelvi Dolgozatok 46.), ELTE Magyar Nyelvtörténeti és Nyelvjárási Tanszék, MTA Nyelvtudományi Intézet, Budapest, 1990
- Magyar diákszótár (Magyar Csoportnyelvi Dolgozatok 62.), ELTE Magyar Nyelvtörténeti és Nyelvjárási Tanszék, MTA Nyelvtudományi Intézet, Budapest, 1994
- Tudáspróba (Irodalom I–IV.), középiskolai segédkönyv; Corvina Kiadó, Budapest, 2003
- Tudáspróba (Történelem I–IV.), középiskolai segédkönyv; Corvina Kiadó, Budapest, 2004
- Szent Iván-éj hazánkban és külföldön; Az ünnep hagyományai az érdi kistérségben (Könyvtári Információs Füzetek), Csuka Zoltán Városi Könyvtár, Érd, 2007
- Élő diáknyelv. Két város, húsz év tükrében, Novumpocket Kiadó, Sopron, 2010
- Érdi időutazás (Várostörténeti munkafüzet, társszerző: Kovács Sándor), Magyar Földrajzi Múzeum, Érd, 2010
- Csiby Mihály kisgrafikai életműve (Ex librisek, alkalmi grafikák, szabad grafikák), KBK Grafikagyűjtő és Művelődési Egyesület, Budapest, 2012
- A magyar ex libris 100 éve. Gyűjtemények kiállítása (katalógus), KBK Grafikagyűjtő és Művelődési Egyesület, Budapest, 2014
- A moszkvai Rudomino-könyvtár hungarika ex librisei hazai és nemzetközi kontextusban, Országos Széchényi Könyvtár - Gondolat Kiadó, Budapest, 2015
- Ex libris és képkultúra. Modern magyar ex librisek, Országos Széchényi Könyvtár – Kossuth Kiadó, Budapest, 2016
- Ürmös Péter kisgrafikai világa, KBK Grafikagyűjtő és Művelődési Egyesület, Bp., 2016. (alkotásjegyzék)
- Nagy László Lázár kisgrafikai világa; OSZK, Bp., 2018
- Jottányit se 48-ból! Az 1848–49-es forradalom és szabadságharc emlékezete : kiállítási katalógus; szerk., bev. Vasné Tóth Kornélia; OSZK, Bp., 2018
- Múltunk neves ex libris gyűjtői (lexikon), Kisgrafika Barátok Köre Grafikagyűjtő és Művelődési Egyesület, Bp., 2019 (E munkáját bemutató műsor az M5 Televízió Librettó című műsorában, 2023. szeptember 13.)
- Kultúrtörténet ex libriseken. Válogatás Vasné dr. Tóth Kornélia művelődéstörténész könyvjegygyűjteményéből (kiállítási katalógus), szerzői kiadás, Budapest, 2024., a kiállítás helyszíne: Ajka Városi Múzeum és Fotógaléria (a 2024. szeptember 6-tól október 10-ig látható kiállításhoz megjelent katalógus)
- Gyűjtés – hobbi – ex libris. Válogatás Vasné dr. Tóth Kornélia művelődéstörténész könyvjegygyűjteményéből (kiállítási katalógus), szerzői kiadás, Budapest, 2025., a kiállítás helyszíne: H13 Kultpont, 1085 Budapest, Horánszky u. 13. (a 2025. január 22-től február 11-ig látható kiállításhoz megjelent katalógus)
- Collecting, Hobby, Ex-libris. A Selection from the Bookplate Collection of Cultural Historian Dr. Kornélia Vasné Tóth (exhibition catalogue). Location of the exhibition: H13 Kultpont, Budapest. Published by the author, Budapest, 2025. (The exhibition could be visited from 22nd of Jauary to 11th of February 2025.)

### Főbb tanulmányok, cikkek
- Neologizmusok a diáknyelvben. Húsz év változásai a diáknyelvben két saját gyűjtésű szótár anyagának összevetése alapján. In: Jelentés a magyar nyelvről 2006–2010, Balázs Géza (szerk.), Inter-Magyar Szemiotikai Társaság, Budapest, 2010, 143–163.
- Beszédes ex librisek: a kultúra nemzetközi hírnökei, Magyar Grafika, 2011. február, LV/1., 75–78.
- Beszédes ex librisek: a kultúra nemzetközi hírnökei I. rész, Kisgrafika, 2011/1. sz., 4–7.
- Beszédes ex librisek: a kultúra nemzetközi hírnökei II. rész, Kisgrafika, 2011/2. sz., 4–6.
- Az ex librisek művelődéstörténeti jelentősége, Könyv, könyvtár, könyvtáros, 20. évf., 8. sz., 2011. aug. 45–61.
- A modern ex libris a vizuális kultúra korában – egy hungarika vonatkozású gyűjtemény üzenete, Magyar Könyvszemle, 2011/3. sz., 359–377.
- Az ex librisek interpretációjának új irányai, ex libris és hungarikakutatás. In: Szöveg-emlék-kép, Bibliotheca Nationalis Hungariae – Gondolat Kiadó, Budapest, 2011. 296–313. (Bibliotheca Scientiae et Artis sorozat 3. rész)
- Az ex libris mint a művelődéstörténeti kutatások forrása (történeti áttekintés), I. rész, Kisgrafika, 2011/4. sz., 3–5.
- Az ex libris mint a művelődéstörténeti kutatások forrása, II. rész, Kisgrafika, 2012/1. sz., 3–5.
- Betekintés a diáknyelvi kutatások módszertanába, szinkrónia és diakrónia együtthatásában, In: Nyelv és kultúra – kulturális nyelvészet, Szerk. Balázs Géza–Veszelszki Ágnes, Magyar Szemiotikai Társaság, Budapest, 2012, 221–226.
- A Rákóczi-szabadságharc kora ex libriseken, alkalmi grafikákon, Kisgrafika, 2012/2. sz., 6–8.
- A moszkvai Rudomino Könyvtár hungarika ex libriseinek ikonográfiája, Magyar Könyvszemle, 2012/1. sz., 93–112.
- Kereskényi Gyula (1835–1911), Érd helytörténész plébánosa, Honismeret, 2012/6. sz., 45–48.
- A XXXIV. FISAE Nemzetközi Ex libris Kongresszus (2012) egy résztvevő szemével, Kisgrafika, 2012/3. sz., 2–3.
- Az ex libriseket, kisgrafikákat alkotó Tavaszy Noémi (születésnapi megemlékezés), Kisgrafika, 2012/4. sz., 2–3.
- Tavaszy Noémi kisgrafikai alkotásjegyzéke, a Kisgrafika 2012/4. számának melléklete (1–8.)
- Grafikai mozaikok (Vasné Tóth Kornélia kiállításmegnyitó szövege Kőhegyi Gyula: Grafikai mozaikok c. kiállításán, 2012. 09. 14., FSZEK Békásmegyeri Könyvtára), Kisgrafika, 2012/4. sz., 3–5.
- A szubjektum és az emlékezet, Csiby Mihály kisgrafikáinak recepciója. In: Esemény és narratíva, Történetiség, elbeszélések, interpretáció, Bibliotheca Nationalis Hungariae – Gondolat Kiadó, 2013, 242–251. (Bibliotheca Scientiae et Artis sorozat 5. rész)
- Kultúrtájak – A magyar világörökség, emlékhelyeink ex libriseken. In: Tér(v)iszonyok és térkép(zet)ek, Bibliotheca Nationalis Hungariae – Gondolat Kiadó, Budapest, 2014, 190–220. (Bibliotheca Scientiae et Artis sorozat 6. rész)
- Az ex libris a tudomány mérlegén – szakírók, szakírások. In: Interpretációk interpretációja. Tudós bibliothecariusok, tudós elődök, Bibliotheca Nationalis Hungariae – Gondolat Kiadó, Budapest, 2015, 143–166. (Bibliotheca Scientiae et Artis sorozat 7. rész)
- Világi és egyházi reprezentáció, hatalmi szimbolika az ex libriseken. In: Hatalmi diskurzusok, A hatalom reprezentációi a tudományokban és a művészetekben, Bibliotheca Nationalis Hungariae – Gondolat Kiadó, Budapest, 2016, 105–118. (Bibliotheca Scientiae et Artis 8. rész)
- Odo Röttig als Exlibris-Sammler. Mitteilungen der Österreichischen Exlibris-Gesellschaft, 1/2019, 5–7.
- Kódfejtés – ex librisekbe zárt üzenetek. In: A titok szemiotikája (Semiotica Agriensis 17.), szerk. Balázs Géza – Minya Károly – Pölcz Ádám, Magyar Szemiotikai Társaság, Budapest, 2019, 101–112.
- Ponyvák Széchényi alapkönyvtárából az Országos Széchényi Könyvtár Plakát- és Kisnyomtatványtár gyűjteményében (1770–1820). In: Könyvek magántulajdonban (1770–1820), szerk. Dóbék Ágnes, Reciti Kiadó (Reciti konferenciakötetek 6.), Budapest, 2020, 45–59., https://www.reciti.hu/wp-content/uploads/Rekonf_6_vn.pdf
- „Ex libris Land” – A magyar ex libris múltjának meghatározó eseménye, a XIII. Nemzetközi Ex Libris Kongresszus, Könyvtári Figyelő, 2021/1., 63–75., http://ojs.elte.hu/kf/article/view/2301/2113 (angol nyelvű absztrakt: “Ex-libris land”. A key event in the past of Hungarian ex-libris, the 13th International Ex-libris Congress címmel a 7. oldalon, http://ojs.elte.hu/kf/article/view/2347/2149)
- Invokáció Vénuszhoz – szerelem az ex libriseken. In: Erósz szemiotikája. Szerelem – erotika – szexualitás, szerk. Balázs Géza, Magyar Szemiotikai Társaság – IKU, Budapest, 2021, 195–208. (Semiotica Agriensis, 19.)
- „Petőfi 200” – A költő portréinak megjelenítése ex libriseken, Magyar Grafika, 2023. május, 68–71., https://mgonline.hu/system/articles/2853/articles_2853_original.pdf?1683660572
- Ex libris gyűjtők, gyűjtemények című sorozat, az Országos Széchényi Könyvtár blogja, 2020-tól, https://nemzetikonyvtar.blog.hu/tags/ex_libris_gy%C5%B1jt%C5%91k_gy%C5%B1jtem%C3%A9nyek
- A könyvtáralapító Klimo György ex librisei a PTE Egyetemi Könyvtár gyűjteményében. A Pécsi Püspöki Könyvtár alapításának 250. évfordulója, OSZK-blog, 2024. 04. 16., https://nemzetikonyvtar.blog.hu/2024/04/16/a_konyvtaralapito_klimo_gyorgy_ex_librisei_a_pte_egyetemi_konyvtar_gyujtemenyeben (megosztva még a Pécsi Egyházmegyei Könyvtár Facebook-oldalán, 2024. 04. 16., https://www.facebook.com/profile.php?id=100077019975132)
- A könyvtáralapító Klimo György ex librisei a PTE Egyetemi Könyvtár gyűjteményében. A Pécsi Püspöki Könyvtár alapításának 250. évfordulója, In: Klimo György ex librisei, a Pécsi Tudományegyetem Egyetemi Könyvtár és Tudásközpont Történeti Gyűjtemények Osztályának (TGYO) blogja, 2024. 04. 17., https://tgyoblog.lib.pte.hu/klimo-gyorgy-ex-librisei/
- A könyvtáralapító ex librisei a 250 éves Klimo-könyvtárban, Kisgrafika, 2024/2., 12–15.
- Szignetek, reklámgrafikák és ex librisek. Látogatás Kellner István könyvkereskedésében, Magyar Grafika, 2024/4.,  46–51., https://mgonline.hu/system/articles/3057/articles_3057_original.pdf?1726492796
- A könyves kultúra tanúi, a heraldikus ex librisek prezentatív szimbolikája, In: A könyv szemiotikája, szerk. Pölcz Ádám – Terdikné Takács Szilvia, Magyar Szemiotikai Társaság, Budapest, 2024, 107–122. (2023. október 6-án A nyomtatott könyv szemiotikája című nemzetközi tudományos konferencián Egerben elhangzott előadásból szerkesztett tanulmány.)
- „Jókai 200” – A nagy mesemondó emlékezete ex libriseken, Magyar Grafika, 2025/1., 54–58., https://mgonline.hu/system/articles/3142/articles_3142_original.pdf?1740470011

## Külső hivatkozás
- Vasné Tóth Kornélia honlapja
- Vasné Tóth Kornélia, Az MTA köztestületének tagjai, http://mta.hu/koztestuleti_tagok?PersonId=10050337
- mtmt
- https://kultura.hu/konyvjegytol-az-emleklapig-mire-jo-az-ex-libris/